# 当国
当国，是中國古代官名，春秋時期為鄭國的卿，與为政一起執政。與司馬、司空、司徒、少正並為六卿。前571年，子罕（公子喜）当国，子驷为政；前563年，子驷（公子騑）、子孔（公子嘉）当国；前554年，子展（公孙舍之）当国，子西（公孙夏）听政；前544年，子皮（罕虎）当国。